# イノトモ
イノトモ（1973年3月15日 - ）は、日本のシンガーソングライター。福岡県出身。

## 来歴
18歳で上京。音響関係の学校で学んだ後、劇団の舞台音響として活躍する。その後ミュージシャンに転身し、吉祥寺などでライブ活動を行う。1998年、「溶けてゆく午後」でメジャーデビュー。
NHKみんなのうたに楽曲「わたげのお散歩」を提供するほか、同局の番組「しばわんこの和のこころ」では主題歌の作詞・作曲・歌を手がける。CM提供楽曲も多数。
現在はゴンドウトモヒコ、徳澤青弦らとグリーンスケッチとしても活動している。

## ディスコグラフィ

### シングル
|      | 発売日         | タイトル       | 規格品番 | 備考                                                    |
| ---- | -------------- | -------------- | -------- | ------------------------------------------------------- |
| 1st  | 1998年6月24日  | 溶けてゆく午後 | CRCP-11  | 日本クラウン※以下、特記しない限り日本クラウンから発売。 |
| 2nd  | 1998年8月26日  | 愛のコロッケ   | CRCP-13  |                                                         |
| 3rd  | 1998年10月21日 | あの夏         | CRDP-197 |                                                         |
| 4th  | 1999年4月21日  | 春風のゆううつ | CRCP-18  |                                                         |
| 5th  | 1999年12月16日 | 星と花         | CRCP-28  |                                                         |
| 6th  | 2000年3月23日  | タンポポ       | CRCP-32  | ジョン・レノンのJealous Guyのカバーを含む。             |
| 7th  | 2000年6月21日  | 坂道           | CRCP-37  |                                                         |
| 8th  | 2001年6月21日  | 恋のかぞえうた | CRCP-75  | カリフラワーズのカバー。                                |
| 9th  | 2003年8月21日  | いつかキミと   | CRCP-525 |                                                         |
| 10th | 2004年5月21日  | 道             | CRCP-538 |                                                         |

### アルバム
1. グレイプフルウツ（1998.11.6　日本クラウン）
2. 風の庭（2000.7.26 日本クラウン）
3. やさしい手。（2000.12.16 日本クラウン）
4. 七色（2003.5.25 ホームワークレコード）
5. 夢（2004.7.22 日本クラウン）
6. わたげのお散歩（2005.5.20 ホームワークレコード） - 童謡集
7. 真昼の月～ベストCM・TVワークス（2008.5.7 日本クラウン）
8. 夜明けの星（2008.5.7 ホームワークレコード）
9. ねむるねこ（2013.10.10 NEUTRAL RECORDS）
10. LIVE AT 武蔵野公会堂 2013 (ライブ会場限定)
11. 森と声(2017年11月22日 NEUTRAL RECORDS)
12. inotomo 20th best 1998-2018 (2018.11.13 NEUTRAL RECORD)
13. 丘の向こう(2020.11.21 NEUTRAL RECORD)
14. 終わりとはじまり(2022.1.23 NEUTRAL RECORD)
15. クリスマスのうた(2022.11.29 NEUTRAL RECORD)

### DVD
イノトモ20周年コンサート(2019.12.16 NEUTRAL RECORD)

### その他参加作品
- benzo「benzoの場合」(1998.03.25)「It's Alright～考えちゃソンさ～ 」コーラス参加
- benzo「DAYS」(1999.08.25)「DAY BY DAY 」コーラス参加
- 田辺マモル「ラブコメ」(1999.09.29)「ぼくのスマイリーマーク 」サイドヴォーカル参加
- BAN BAN BAZAR「Suge Ban Ba」(2002.03)「シュラ」コーラス参加
- WORLD STANDARD「Jump For Joy」(2002.04)「Grow Worms」ヴォーカル参加
- pal@pop「pal@pop」(2002.08.21)「welcoming morning」ヴォーカル参加
- Rikuo「MELLOW BLUE」(2003)「公園はなかった」「メロディ」コーラス参加
- キタマツトム「白い犬」(2003)「体くねらせる午後」サイドヴォーカル参加
- くるり「BIRTHDAY」(2005)「BIRTHDAY」コーラス参加
- BEGIN「オキナワン フール オーケストラ」(2007.03.07)ヴォーカル参加
- BAN BAN BAZAR『One Day, One Month, One Year ! 』(2007年6月1日)「夏のキムチ」サイドヴォーカル参加
- 菅野よう子ＴＶ-ＣＭワーク集「ＣＭようこ」(2007.09.26)「ゆうじ」ヴォーカル参加
- ナイス橋本「OLD★NEW」(2008.03.19)「baby」コーラス参加
- WATER WATER CAMEL「さよならキャメルハウス」(2009.11.11)「甲州夜曲」コーラス参加
- HARCO 『Lamp&Stool』(2010.08.25)「暮らしのアイデア」コーラス参加
- BAN BAN BAZAR『SIDE B』(2010.09.10)「快速エアポート」「君とコーヒー」コーラス参加
- 杏子「Justess」(2010.11.17)「ちいさな旅」楽曲提供、コーラス参加
- ハナレグミ「オアシス」(2011.09.07)4曲コーラス参加
- 山田稔明『新しい青の時代 』(2013.07.07)「やまびこの詩」コーラス参加
- BAN BAN BAZAR『えとらんぜ』(2018.03.20)「Stranger（feat.Inotomo）」コーラス参加
- 佐野史郎 meets SKYE with 松任谷正隆 (2019.9.25)「禁断の果実」コーラス参加
- 佐野史郎 meets SKYE 『ALBUM』(2023.07.05)「DREAM LAND」「MELODY HOUSE」「まどのそと」「NOSTALGIA」コーラス参加

### オムニバス参加作品
- 「ONE STEP BEYOND」 Various Artists 1998.06.21発売 オンリーハーツ・溶けてゆく午後
- 「Smash water people,ok? 」Various Artists 2000.1.25発売 Coa Records・溶けてゆく午後
- 「喫茶ロックnow 」Various Artists2002.01.23発売 Flavour・涼風懐歌
- 「TRIBUTE TO FLIPPER'S GUITAR～FRIENDS AGAIN～」 Various Artists 2003.11.19発売 Soradiencce・AQUAMARIN (アクアマリン)
- 「Apple Of Her Eye りんごの子守唄」Various Artists 2005年11月2日発売 (参加アーティスト：アン・サリー 、イノトモ 、首里フジコ 、chie、中納良恵(エゴ・ラッピン) 、ボファーナ、noon、原田郁子(クラムボン) 、湯川潮音)プロデュース：鈴木惣一朗(ワールド・スタンダード)
- 「reaching series no.3 おやすみなさい」Various Artists 2007/12/12発売 333DISCS×commmons　(参加アーティスト：高野寛、嶺川貴子、ハナレグミ、MOOSE HILL＆原田郁子、イノトモ、KAMA AINA、高田漣、内田也哉子、エマーソン北村、坂田学)　・虹色
- 「にほんのうた第四集」Various Artists 2010年1月27日発売 坂本龍一総合監修(参加アーティスト：細野晴臣/木津茂理/青柳拓次、中納 良恵/ASA-CHANG、ショコラ、イノトモ/ピラニアンズ、岡林信康、中山うり、元ちとせ、小林翔/栗原務、嶺川貴子/rei harakami、Saigenji、手嶌葵/坂本龍一)　・小ぎつね
- 「“ Sweet Voices - Fairy Girlfriends ” HARCO Selection」Various Artists 2010年3月3日発売 (参加アーティスト：原田郁子、 コトリンゴ、土岐麻子、羊毛とおはな、空気公団、原田知世、YUKI、イノトモ、advantage Lucy、海を渡る鳥 / Michiluca 、翡翠の羽 / カルネイロ、Minuano、ミナクマリ、嶺川貴子、HARQUA)

### TV・CM・映画
2022年
・岡山県玉野市「せとうち時間～玉野市ワーケーション～」イメージソング 2020年
・ヤマサ ぱぱっとちゃんと これ!うま!!つゆ
・NHK Eテレ「いないいないばあっ！」 楽曲提供 「あたらしい いちにち」

2016年
・グランディハウスCM"未来へ"篇「永遠の瞬間」 ・映画「ねぼけ」主題歌 「イトナミ」
2014年
- ハウスCM おいしさここからハウスから(90秒CM)はじめてクッキング教室「おかあさんの気付き」篇「やがて」
- ベルコCM 歌唱
- 劇団 無色空間 短編映画「カラフル」挿入曲制作、エンディングテーマ曲提供「いとおしい色」

2012年
- 「おかあさんといっしょ」 楽曲提供 「ゆめいろワルツ」

2009年
- キッズステーション「ハッピー!クラッピー」8月のハッピーソング「色」
- 第一三共ヘルスケアCM カコナール2 歌唱

2008年
- JR東日本 ラジオCM 電子マネー「オンナの朝」篇「風の矢印」

2007年
- 三菱電機CM 三菱オール電化「シアワセのうた」
- ナカバヤシCM フエルフォトブック　「キミのいる風景」
- 「にっぽん菜発見 そうだ、自然に帰ろう」エンディングテーマ 「朝の光」

2006年
- 「しばわんこの和のこころ」 「和のこころ」

2005年
- 「みんなのうた」「わたげのお散歩」

2004年
- 「いい旅・夢気分」エンディングテーマ 「道」
- 積水ハウスCM 住まいの参観日 歌唱

2003年
- 「どうぶつ奇想天外!」エンディングテーマ「いつかキミと」
- 花王CM ファミリーピュア 歌唱

2002年
- 仙台放送キャラクター JUNI テーマソング 「タンポポ」
- 「おぎゃあ。」エンディングテーマ 「星と花」
- ナショナルCM イオニティ・ソイエ 歌唱

2001年
- 「ナマ・イキVOICE」オープニングテーマ 「ラララ」
- サンヨー食品CM サッポロ一番カップスター 「恋のかぞえうた」

2000年
- アイシアCM 「冬の匂い」
- シャルレCM 「夕やけ」
- サンアイホームCM 「愛のコロッケ」
- 青森県CM 冬のおもてなしキャンペーン　「富士」
- 「快傑えみちゃんねる」エンディングテーマ

1999年
- サントリーCM ビタミンウォーター「ゆうじCMバージョン」 歌唱

1998年
- 西鉄CM 「溶けてゆく午後」